# Bataille de Nagashino
Campagnes du clan Takeda
La bataille de Nagashino (長篠の戦い, Nagashino no tatakai en japonais) a eu lieu en 1575 au château de Nagashino, dans la province de Mikawa au Japon. Le château, commandé par Okudaira Sadamasa, un vassal de Tokugawa Ieyasu, était depuis le 17 juin assiégé par Takeda Katsuyori. Le château subissait une attaque, car il menaçait les lignes de ravitaillement des Takeda.
Ieyasu et  Oda Nobunaga envoyèrent des troupes pour lever le siège, et Takeda Katsuyori fut vaincu. La victoire de la tactique d'inspiration occidentale d'Oda, et son usage des armes à feu contre la charge de cavalerie des Takeda sont souvent considérés comme une évolution majeure dans l'art de la guerre japonais. Beaucoup la citent en tant que première bataille « moderne » du Japon. Paradoxalement, alors que la charge de cavalerie des Takeda représente la guerre traditionnelle à l'ancienne, elle fut inventée moins d'une génération auparavant par Takeda Shingen, le père de Katsuyori.
Néanmoins, alors que d'autres avaient utilisé des armes à feu avant, Oda Nobunaga était le premier à concevoir des palissades en bois et des décharges tournantes de coups de feu qui ont mené à une victoire décisive à Nagashino.

## Déroulement de la bataille
Oda Nobunaga et Tokugawa Ieyasu, avertis par Torii Sune'emon, amenèrent une force de 38 000 hommes combinés, pour lever le siège du château. Sur les 15 000 assiégeants Takeda, seuls 12 000 firent face à l'armée Oda-Tokugawa dans cette bataille. Oda et Tokugawa positionnèrent leurs hommes au travers de la plaine du château, devant le Rengogawa, une petite rivière dont les berges raides ralentiraient les charges de cavalerie qui faisaient la célébrité du clan Takeda.
Cherchant à protéger les arquebusiers qui le rendraient plus tard si célèbre, Oda fit fabriquer un certain nombre de barrières de bois, permettant à ses   tireurs d'attaquer la cavalerie Takeda par volées de coups de feu. C’est la première bataille enregistrée dans l’histoire militaire japonaise où une armée utilisa des fortifications rapidement construites sur le terrain pour changer la nature du champ de bataille.
Il y avait approximativement trois tireurs pour quatre samouraïs Takeda montés. On estime que les forces Oda comptaient environ 3 000 arquebusiers, placés sous le commandement de leurs horo-shu, ou gardes du corps d'élite. Oda lança de petites forces contre Takeda pour feinter ses attaques frontales, ce qui amena celui-ci à faire mouvement contre les forces d'Oda.
Les troupes Takeda émergèrent de la forêt et se retrouvèrent à une distance de 200 à 400 mètres des barricades Oda-Tokugawa. La courte distance, le grand pouvoir de la charge de cavalerie des Takeda et la pluie battante qui, pensait Katsuyori, rendrait les arquebuses inutilisables, l'encouragèrent à donner la charge. La cavalerie Takeda était crainte tout aussi bien des Oda que des Tokugawa, qui avaient précédemment été vaincus à la bataille de Mikata-Ga-Hara.
Les chevaux ralentirent pour traverser le torrent et se firent fusiller en arrivant à 50 mètres de l'ennemi, ce qui était considéré comme la meilleure distance pour pénétrer l'armure de la cavalerie. Dans une stratégie militaire classique, le succès d'une charge de cavalerie repose sur la rupture des rangs de l'infanterie, de sorte que la cavalerie peut faucher les fantassins. Entre la férocité de l'attaque des arquebusiers et le commandement strict des horo-shu, les arquebusiers tinrent leurs positions et parvinrent à tirer de multiples volées de coups de feu sur la cavalerie qui chargeait. Les lanciers ashigaru empalèrent tous les chevaux qui parvinrent à passer au travers des premières volées de coups de feu, et les samouraïs, avec des sabres et des lances, engagèrent le combat avec tous les guerriers Takeda qui parvinrent à passer les barricades de bois.
Au milieu de l'après-midi, les Takeda s'enfuirent et furent poursuivis. Le clan Takeda perdit 10 000 hommes, soit les deux tiers de ses forces du début du siège. Huit de ses célèbres 24 généraux furent tués dans cette bataille, tel que Yamagata Masakage. Ce qui avait été une simple erreur, celle d'engager la cavalerie au début de la bataille, s'était transformé en une erreur désastreuse, uniquement parce que Katsuyori s'était entêté.

## Conséquences

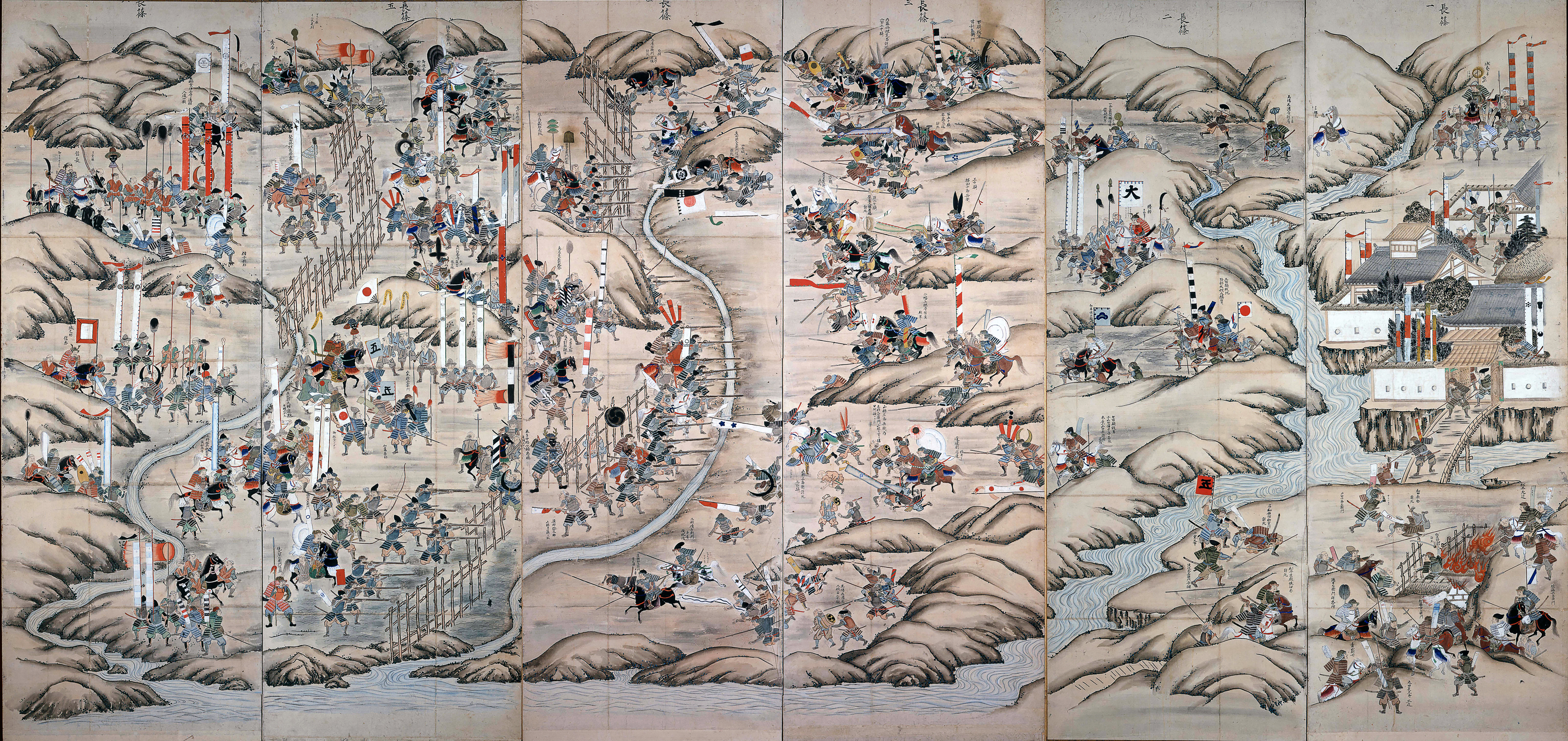

Oda Nobunaga, se retrouvant les mains libres après la défaite de Katsuyori, put librement se retourner contre les Ikkō-ikki de la province d'Echizen, laissant à Ieyasu le soin de s'occuper des forces grandement amoindries des Takeda.

## Au cinéma
La bataille de Nagashino et les dernières années du clan Takeda sont dramatisées dans le film Kagemusha d'Akira Kurosawa (1980). Dans ce film, un bandit vagabond est recruté pour jouer le rôle de feu Takeda Shingen dans les années précédant la défaite de Takeda Katsuyori à Nagashino.